# Coffman Cove
Coffman Cove – miasto w Stanach Zjednoczonych, w stanie Alaska, w okręgu Prince of Wales – Hyder.